# Umberto Cassuto
Umberto Cassuto (in israele noto come Moše Dāwîd Cassuto, משה דוד קָאסוּטוֹ; Firenze, 16 settembre 1883 – Gerusalemme, 18 dicembre 1951) è stato un rabbino, storico ed ebraista italiano.
Biblista e accademico ebraista fiorentino di reputazione internazionale, Umberto Cassuto fu professore di lingua e letteratura ebraica all'Università di Firenze e alla Sapienza di Roma e dal 1935 socio corrispondente dell'Accademia dei Lincei.
Le leggi razziali fasciste del 1938 lo costrinsero a lasciare l'Italia per stabilirsi con alcuni parenti in Palestina. L'anno successivo fu nominato professore ordinario di Scienze bibliche presso l'università ebraica di Gerusalemme.
Gli ultimi anni di vita furono segnati dalla perdita dei familiari rimasti in Italia e trucidati nel corso della Shoah (tra questi il figlio Nathan, rabbino capo di Firenze negli anni dell'occupazione nazista) e di una nuora sopravvissuta ai campi di sterminio e morta durante la guerra arabo-israeliana del 1948.

## Opere
- Gli ebrei a Firenze nell'età del Rinascimento, Firenze, Tip. Galletti e Cocci, 1918.
- Dante e Manoello, Firenze, Soc. Tip. Ed. Israel, 1922.
- La questione della Genesi, Firenze, F. Le Monnier, 1934.
- Storia della letteratura ebraica postbiblica, Firenze, Casa editrice Israel, 1938.
- The documentary hypothesis and the composition of the Pentateuch: eight lectures by Umberto Cassuto, Jerusalem, Magnes Press, Hebrew University, 1961 (ristampa Jerusalem and New York, Shalem Press, 2006)
- A Commentary on the book of Genesis, Jerusalem, Magnes Press, Hebrew University, 1961-1964.
- A Commentary on the book of Exodus, Jerusalem, Magnes Press, Hebrew University, 1967.
- The Goddess Anath: Canaanite Epics on the Patriarchal Age, Jerusalem, Magnes Press, Hebrew University, 1971.
- Biblical and Oriental Studies, Jerusalem, Magnes Press, Hebrew University, 1973-1975.